# Opius porteri
Opius porteri är en stekelart som beskrevs av Fischer 1964. Opius porteri ingår i släktet Opius och familjen bracksteklar. Inga underarter finns listade i Catalogue of Life.